# Брусницький парк
Брусни́цький парк — парк-пам'ятка садово-паркового мистецтва місцевого значення в Україні. Об'єкт природно-заповідного фонду Чернівецької області. 
Розташований у межах Кіцманського району Чернівецької області, при південно-західній околиці села Брусниця (територія обласної лікарні відновного лікування). 
Площа 4 га. Статус надано згідно з рішенням облвиконкому від 30.05.1979 року № 198. Перебуває у віданні: Обласна комунальна установа «Обласна лікарня відновного лікування». 
Статус надано для збереження парку, закладеного в кінці ХІХ ст. У його складі 26 видів дерев та чагарників, які зростають окремими екземплярами, групами та у вигляді алей. Серед екзотичних дерев: сосна Веймутова, ялина звичайна, туя західна, липа дрібнолиста, каштан кінський та інші. На території парку є ставок.